# When the Circus Came to Town (film 1916)
When the Circus Came to Town è un cortometraggio muto del 1916 diretto da Sidney Smith. Da un soggetto di Maibelle Heikes Justice, è il nono episodio della serie The Chronicles of Bloom Center, una serie di commedie prodotte dalla Selig Polyscope Company.

## Trama
I Bloom Centerites già all'alba sono in piedi per salutare l'arrivo del Mammoth Circus e Menagerie di Footpaugh. Dan Sykes, il direttore del circo, sceglie per impersonare Ben Hur e Messala nella corsa dei carri Ira Pash e Phil Pickle. La scelta offende però Johnny West, che aspira a partecipare allo spettacolo. Uno dei cavalieri che cavalca senza sella si ammala e la signorina Selina accetta di prendere il suo posto. Johnny ne approfitta per sabotare il cavallo di Selina che, imbizzarrito, provoca un pandemonio con gli elefanti e le altre bestie selvagge che fuggono attraverso il villaggio di Bloom Center. Lo spettacolo è rovinato e, nella notte, l'agente Plum arriva piantando un grande cartello: "Niente spettacolo, questa sera".

## Produzione
Il film fu prodotto dalla Selig Polyscope Company.

## Distribuzione
Distribuito dalla General Film Company, il film - un cortometraggio in due bobine - uscì nelle sale cinematografiche statunitensi il 22 gennaio 1916.